# Beatrix van Castilië (1293-1359)
Beatrix van Castilië (Toro, 1293 — Lissabon, 25 oktober 1359), in het Spaans genoemd Beatriz de Castilla, was prinses van Castilië en koningin van Portugal van 1325 tot 1357.
Beatrix was de dochter van Sancho IV van Castilië en Maria van Molina. Op 12 september 1309 trouwde Beatrix met de kroonprins van Portugal, Alfons.
De huwelijken tussen het Portugese koningshuis en het huis van Castilië waren bedoeld om een onderling bondgenootschap in de strijd tegen de Moren te bevestigen. Zo trouwde in 1328 een dochter van Alfons IV van Portugal, Maria, met Alfons XI van Castilië, en in 1336 regelde Alfons een huwelijk tussen diens zoon Peter en Constance Manuel van Castilië.
Deze Beatrix dient niet verward te worden met de Beatrix van Castilië (1242-1303), getrouwd met Alfons III van Portugal.

## Nageslacht
Uit het huwelijk met Alfons IV werden geboren:
1. Maria van Portugal (1313-1357), later getrouwd met Alfons XI van Castilië
2. Alfons (12 januari 1315 - 12 januari 1315)
3. Dionysius (12 januari 1317 - 15 mei 1318)
4. Peter I van Portugal (8 april 1320 - 18 januari 1367), opvolger van Alfons IV
5. Isabella (21 december 1324 – 11 juli 1326)
6. Johan (23 september 1326 – 21 juni 1327)
7. Eleonora van Portugal (1328-1348), later getrouwd met koning Peter IV van Aragón